# Kanzasi

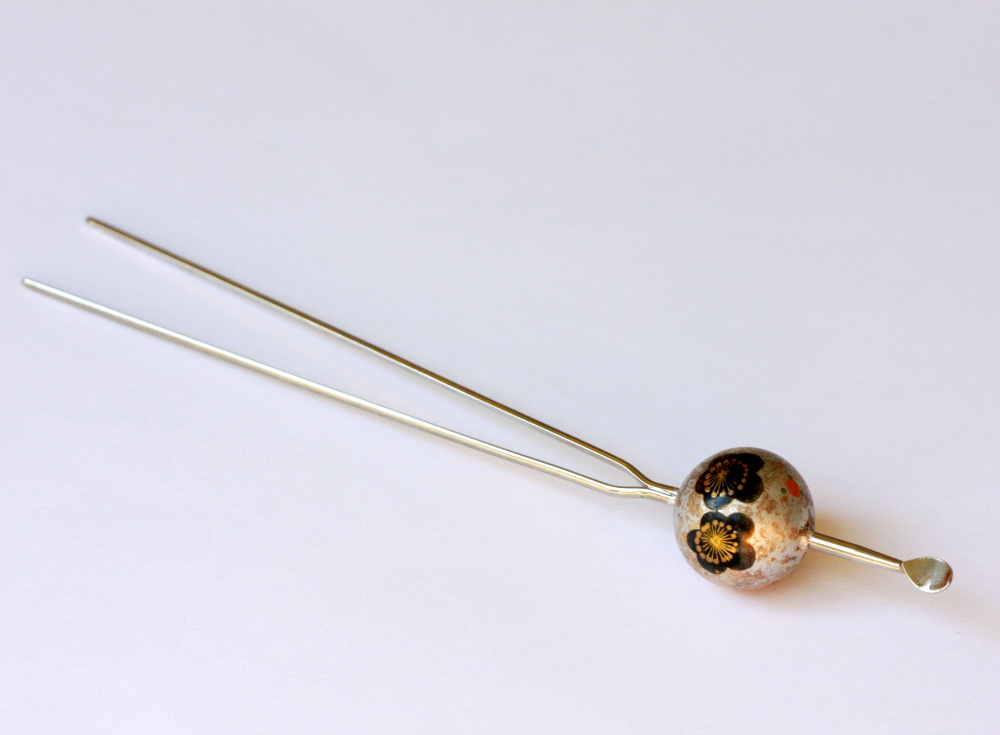
Mimikaki kanzasi

A keleti országokban a haj felékszerezésének nagy hagyománya van, ez alól Japán sem kivétel. A kanzasi (簪)  mindenféle tradicionális japán hajbavaló gyűjtőneve, a hajtűtől kezdve a különböző fésűkig, s több típusba sorolhatóak. Az ilyen színes, sokszor igen látványos kiegészítők sok mindent elárulhattak a viselőjéről, mint például a korát, társadalmi rangját, pozícióját, anyagi helyzetét, családi állapotát. Ezenfelül a gésáknál a gésa képzés különböző stádiumait is jelöli.

## Történet
Úgy tartják, hogy a kanzasi kezdetleges formában már a Jómon-korban megjelent. Egyszerű, vékony botot, vagy pálcát tűztek a hajukba. Amellett, hogy ezzel könnyen felfoghatták a hajukat, különleges erőt is tituláltak neki. Úgy gondolták, megvédi viselőjét a gonosz szellemektől. A hagyományos japán fésű elődje is ekkor jelent meg.
A Nara-kor (710-794) alatt nagyon sok kínai behatás érte Japánt, mind hétköznapi és magasabb szinteken is (pl.: kulturális, vallási, államberendezkedés, stb.). Ekkor jelent meg az országban a kínai zan (簪) és más különböző típusú kínai hajdíszek is.
A Heian-korban (794-1345) a hajviselési divat változásaként, a nemes hölgyek a hosszú hajukat hátra kötve, leengedve hordták. A kor szépség ideálját az a nő testesítette meg, akinek a haja dús, fényes és a magasságánál is hosszabb volt. Ekkor kezdtek el általánosan különböző fésűket és hajtűket használni hajdíszként.
Az Azucsi-Momojama-korszakban (1573-1603) új, változatosabb divatirányzat jelent meg és a korábbi taregami (垂髪), vagyis a hosszú, egyenes hajviseletet leváltotta a nihongami (日本髪), szó szerint a „japán haj”. Ezek a frizurák már sokkal több hajdíszt igényeltek. A kézművesek pedig igyekeztek mind-mind szebbeket kitalálni – nem mellesleg úgy gondolták, hogy ezek a szép hajtűk vész esetén fegyverként is használhatóak.
Edo-korban (1603-1867) széles körben is elterjedt a használata, mivel a hajviselet látványosabbá vált és bonyolultabb technikával készült, s jóval több kiegészítővel díszítették, mint korábban. Japán modernizációjával nemcsak az életstílus változott meg, ezzel együtt a kanzasik használata is háttérbe szorult, a kimonó viselettel egyetemben. A késő Edo-korban élte virágkorát a kanzasi használat, különböző fajták, stílusok sora jelent meg. 

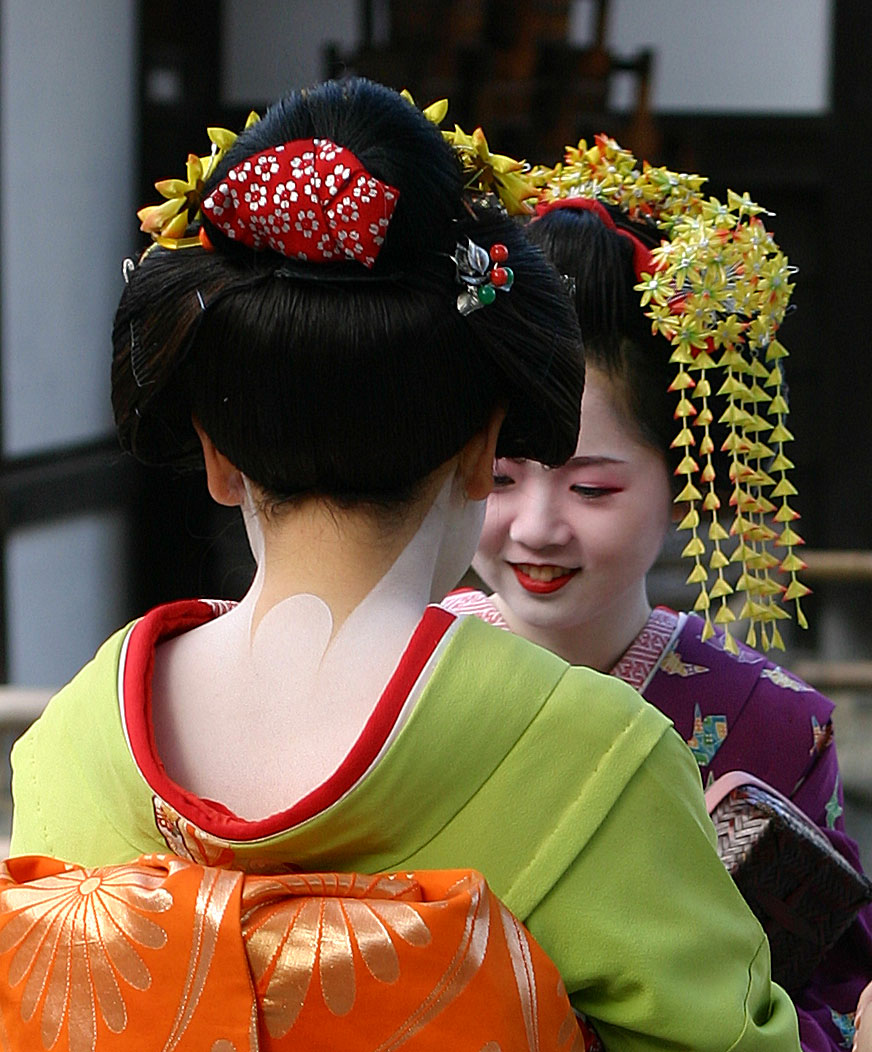
Két maiko cumami és sidare kanzasival

Mostanában díszesebb kanzasikat csak menyasszonyok, illetve olyan nők hajában látunk, akiknek hozzátartozik a foglalkozásához ezek viselete. Egyszerűbb kanzasik viselete ünnepekkor, tradicionális viseletekhez ismét kezd divatba jönni. A fiatal japán nők körében egyfajta reneszánszát éli a használata. Emellett nyugaton is egyre népszerűbbé kezd válni.

## Főbb típusok
Nagyon sokféle anyagból készülhet a kanzasi: lakkozott fa, arany és ezüst ötvözetei, teknőspáncél és selyem, illetve újabban műanyagból. A bakelit hőskorában készült bakelit kanzasik nagy népszerűségnek örvendenek a gyűjtők körében.

### Birabira (Csüngő, fityegőí)
びらびら
Ennek a típus jellegzetesen vékony és keskeny fém csíkokból, lapokból épül fel, bár más variáció is előfordulhat, mint például a korong vagy virág. Önmagukban karikákkal rögzítik a testhez, de hosszabb, rövidebb láncra is felfűzhetik őket. A láncra, vagy a fémlapok közé különböző anyagú gyöngyök és csengők is kerülhetnek. Maga a test lehet egyszerű és kifejezetten díszes is. Járás közben ezek szabadon mozognak, egymáshoz ütődnek és lágy csengő hangot adnak ki, innen származik az elnevezése is. 
Ennek egy altípusa a sidare, ilyenkor selyemvirágból fűzött láncot, csüngőt illesztenek hozzá.
A maikók a hajukba bal oldalra tűzik.

### Csirikan
チリカン
Nagyon hasonló a birabira kanzasihoz, azzal a különbséggel, hogy ez esetben kizárólag csak keskeny fémlapocskákat illesztenek a főelemhez. Nevét szintén a járás közben a lelógó díszek csilingelő hangja miatt kapta.
Gyakran az ógit is, vagyis a legyező alakú kanzasit is az ilyen csirikanra jellemző lapocskákkal látják el. (lásd lentebb)

### Tama (Gömb)
玉

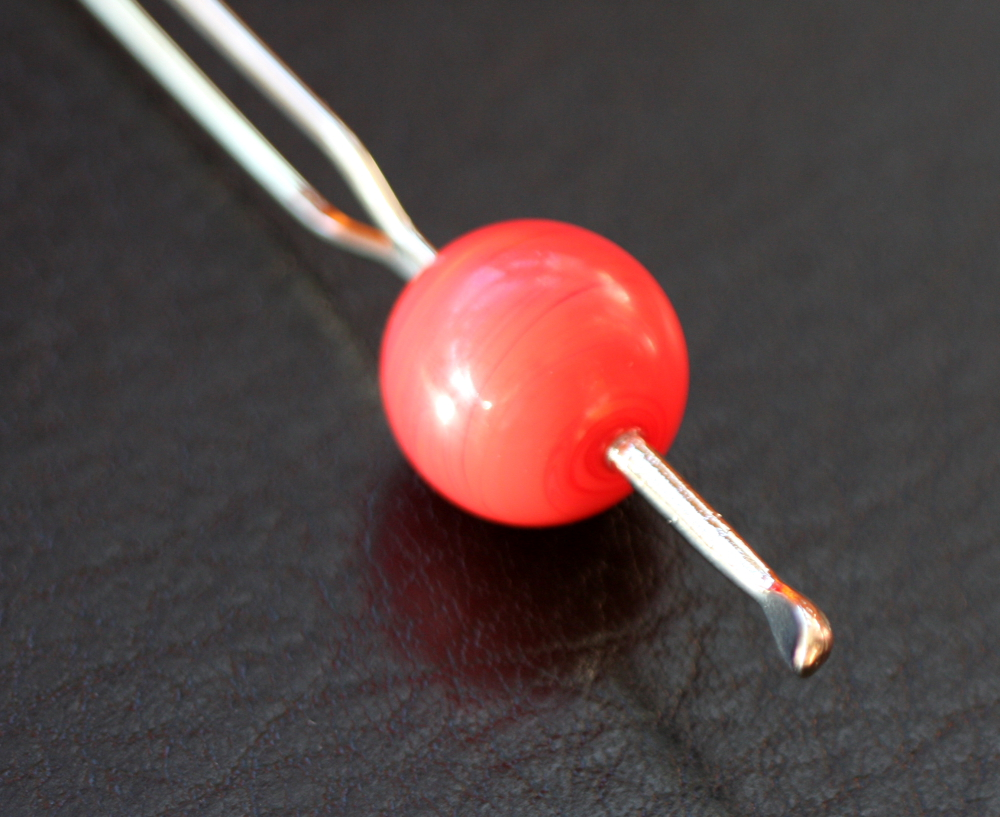
Tama vörös gömbbel

Az egyik legalapvetőbb kanzasi típus. Aki gyakran visel kimonót, annak valószínűleg ilyen típusú kanzasiból egész kollekciója van. Díszítéstől, kinézettől függően viselhető hétköznapi és formális megjelenéshez is.  A legáltalánosabb formája, mikor piros vagy zöld gömb díszíti a hajtűt. Gyakran előfordul még valamilyen motívummal díszített fémgömb, vagy olyan korong, amin a család címere látható, de akár különböző állatok és alakzatok is. Az elefántcsontból és a teknőspáncélból készített tűk is éppolyan díszesek lehettek, mint a fődísz.  
Készülhet maga a hosszú tű és a dísz is fémből, porcelánból, elefántcsontból, teknőspáncélból, nemesfémekből, lakkozott fából, illetve műanyagból. A hajtű vége túlnyúlik a díszen, általában kanál, négyszög vagy háromszög formában visszahajlítják.
Tradicionálisan hátul a kontyba tűzik olyan mélyen, hogy a tű szinte nem is látszik, modern hajviseletnél bárhová kerülhet.

### Hiraucsi
平打
Ma már az alapvető kanzasikhoz tartozik, de eredetileg a szamuráj családok nőtagjai viselték. Megjelenésében, használatában nagyon hasonlít a tamahoz. Díszítése ennek is lehet egy gömb, de leginkább festett, vagy áttört korong. Különböző applikációk is kerülhetnek rá, és a család címere is. A tű általában két ágra válik szét, felső végét szintén négyszög vagy háromszög alakban visszahajlítják. Anyaga fém, lakkozott, festett fa, teknőspáncél, műanyag, amit ékkövekkel, gyönggyel is díszíthetnek.

### Kogai (Kard)
笄
Első ránézésre egy két végén kiszélesedő, szépen díszített pálcának tűnik. Valójában két részből áll, mint egy hosszú, keskeny tőr vagy kard és a hüvelye. A neve is innen jön, mivel a kogai kardot jelent. Használatkor széthúzzák, hogy a hajba tűzhessék, majd a másik felét ráillesztik a hajból előbújó tűre. 
Régen leginkább teknőspáncélból készítették, ma már inkább műanyag az alapanyaga. De használhattak hozzá porcelánt, fémet és fát is. Legtöbbször a kusi nevezetű fésűvel árulják szettben. A hajba egy kerül belőle.

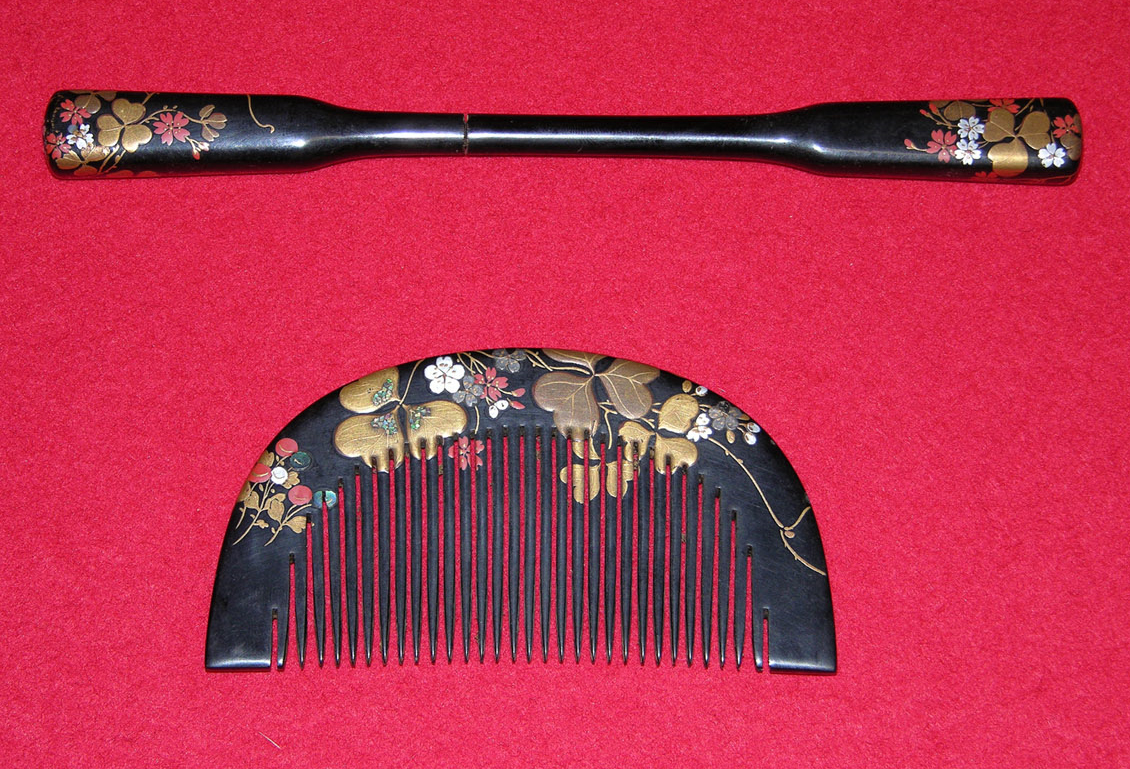
Kogai és kusi

### Kusi (Fésű)
櫛
Díszes félkör alakú, szögletes fésű, lehet áttört vagy vésett, faragott. Készülhet teknőspáncélból, vagy lakkozott, festett fából, manapság már műanyagból is. Gyakran igazgyönggyel is díszítik. A fésű gerince gyakran kiszélesedik, hogy minél nagyobb felületen díszíthessék, s a legtöbb esetben a fogakig is lefut. A kanzasik királynőjének is nevezik, mivel ez a legnehezebb mind közül.
A hanagusi (virágfésű) egy fajtája, ez esetben hajtogatott selyemvirágokkal, virágszirmokkal borítják be az egész felületét.
A kusit hagyományosan a kontyba tűzik elől.

### Kanoko dome
鹿の子留
Általában kör alakú a test - de igen kedvelt például a virág és a pillangó is -, a biztosabb rögzítés miatt két tűvel. Erősen díszített, látványos ékszerek, készülhetnek nemesfémekből, teknőspáncélból; ékíthetik jádéval, korallal, gyöngyökkel és féldrágakövekkel.
Adottságai miatt igen drága, nem hétköznapi viselet, a debütáló maikók úgynevezett varesinobu hajviseletéhez használják. Hátul a mage vagy konty közepébe tűzik.

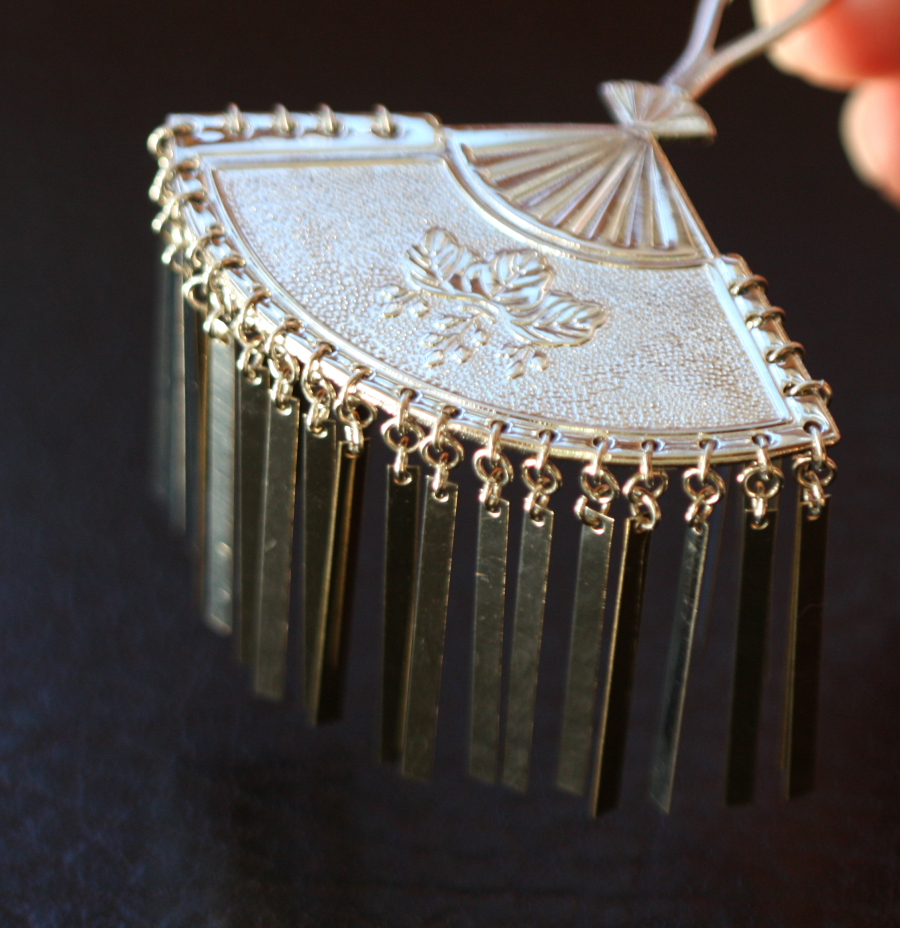
Ógi-bira kanzasi

### Ógi (legyező)
扇
A hercegnők kanzasijaként is nevezik. Formális vagy ünnepi alkalmakkor viselik. Két szára van, a vége pedig laposan kiszélesedik. Eredetileg tényleg legyező formája volt, és a családi címert (kamon) is ábrázolta. A hagyományos darabokon virágok, japán motívumok találhatóak, ezzel szemben a modern változatoknál már nyugati elemekkel is vegyítik.
Különböző méretű lehet, általában fémből, nemesfémből készültek, de újabban lakozott fából és műanyagból is.
Amit régen óginak hívtak, ma már sok kanzasit áruló honlap birakannak, vagy birakanzasinak hívja, és az ógi csak a nagy, széles kanzasira korlátozódott. Ehhez a birabirahoz hasonlóan csüngő fémlapocskákat illesztenek. 
A kisebbeket jobboldalt közvetlenül a halánték mögé, a kontyba tűzik, míg a nagyobbak kissé hátrébb kerülnek. A maikok is ilyen csüngőkkel ellátott, konkrétan legyező alakú ógit hordanak. Debütáláskor, illetve a nagyon fiatalok kettőt is viselhetnek.

### Josicsó és Macuba (jószerencse eszköze és fenyőtű)
吉丁       松葉

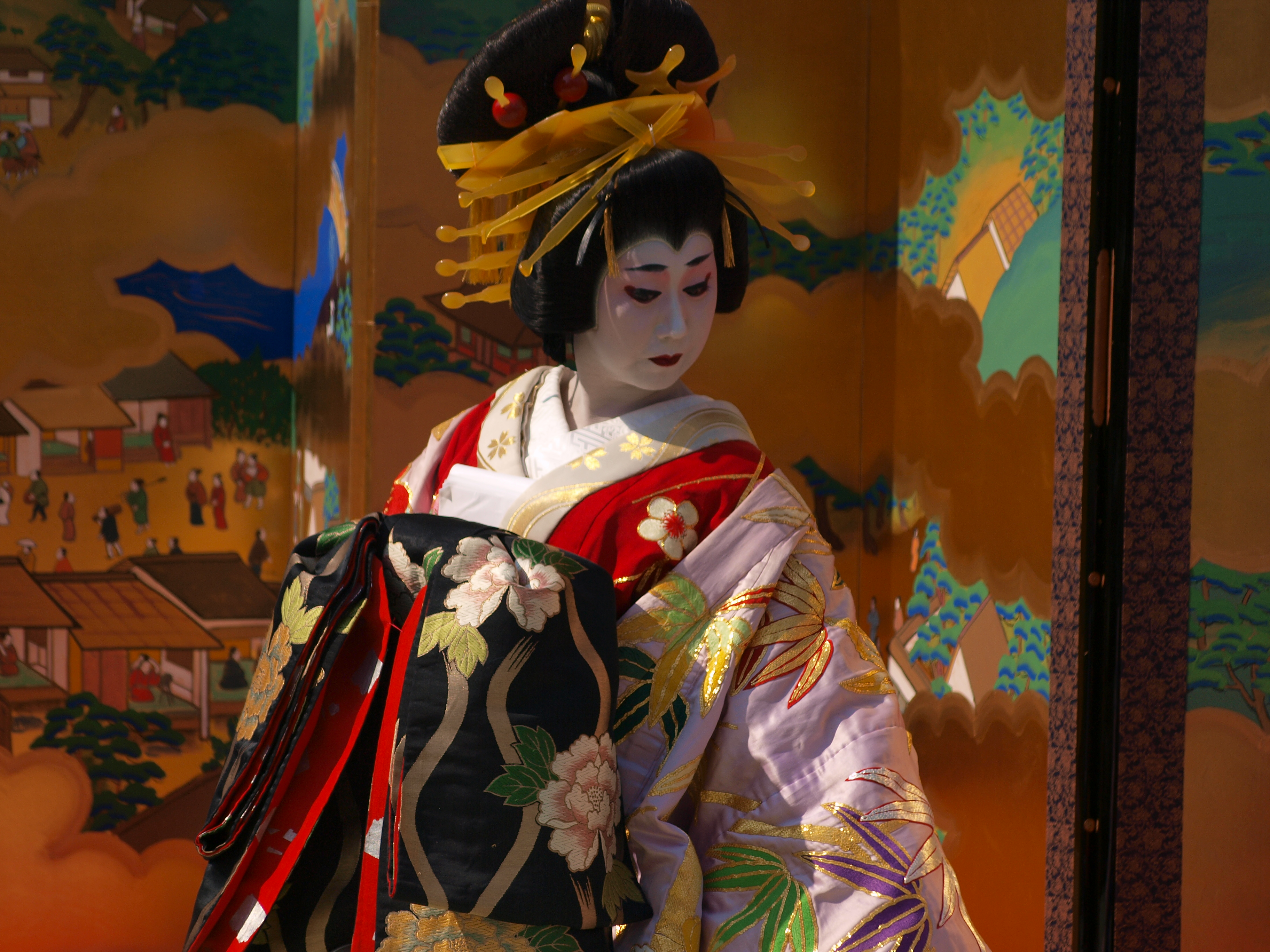
Oiran a hajában több jasicsóval és két macubaval

A legegyszerűbb kanzasik, fából, teknőspáncélból, vagy (manapság az olcsóak) sárga műanyagból készülnek.  
A josicsó alakra mint egy kétszárú, lapos pálca, lekerekített véggel, ami kissé visszahajlik. Felső vége kanál alakú, de kerülhet rá bármilyen díszítés is.
A macuba pedig nyíl alakú, a felső végén kör, vagy két félhold alakú mélyedéssel.
Jellemzően a hagyományos japán prostituáltak (oiran, júdzso) viselete, a figyelem felkeltés céljából nem csak egy párat, hanem szimmetrikusan többet is a hajukba tűznek. Ezek mérete is egészen nagy.

### Cumami kanzasi
Talán a legismertebb típusa az anyagból hajtogatott, az úgy nevezett cumami kanzasi. A köztudatban szinte ez egyenlő a kanzasival, vagy pedig a technikát jelenti, amivel készítik.
Általában apró selyemnégyzetekből origami technikákkal hajtogatják a virágszirmokat. Különböző módszerekkel különböző formájú szirmok készülnek, melyek összefűzve virágot alkotnak. Egy-egy virág állhat 5, de akár 75 darabnál is több sziromból attól függően milyen fajta virághoz használják. Nem csak virág, hanem állatok is készülhetnek belőle, mint például pillangó, daru vagy főnix.
A hana kanzasi, vagyis a virágos kanzasi az, mikor több ilyen virág a hajtű fődísze és sokszor birabirara jellemző csüngőket, vagy a csirikan lapocskáit illesztik hozzá. De az is előfordul, mikor ezek mellett még szálakra felfűzött sziromfüggőkkel is díszítik.
Általában párban hordják a fej mindkét oldalán – ilyenkor gyakran csak az egyiknek vannak sziromfüggői -, sima kusit vagy hanagusit tűzve a kontyba.
A fiatal maikok sok apró sziromból álló virágot, hosszú sziromfüggőkkel, míg az idősebbek egy anyagból készült nagy virágot hordanak. Minden hónapra megvan a saját, jellemző cumami kanzasi.

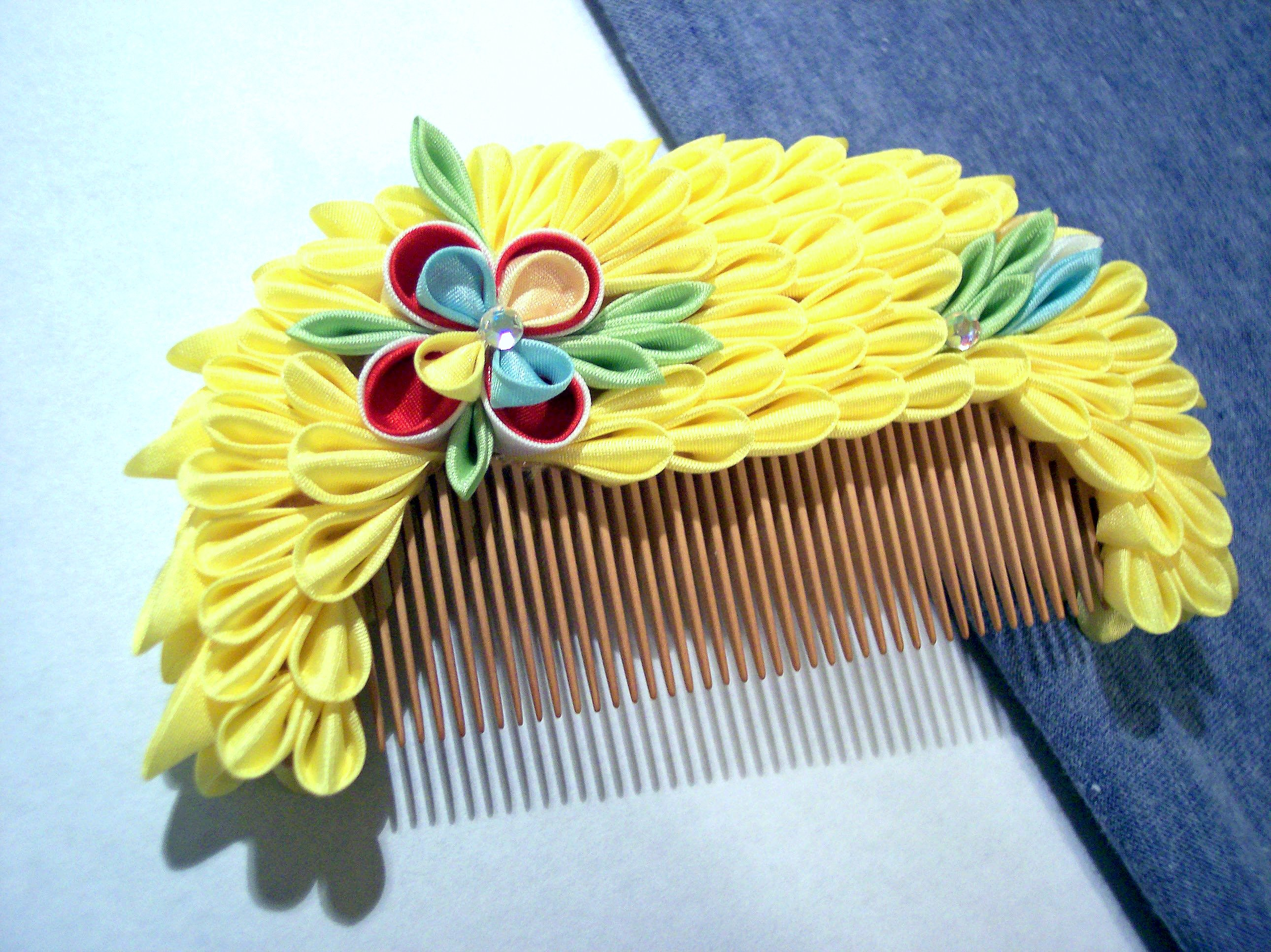
Hanagushi hajtogatott szirmokkal
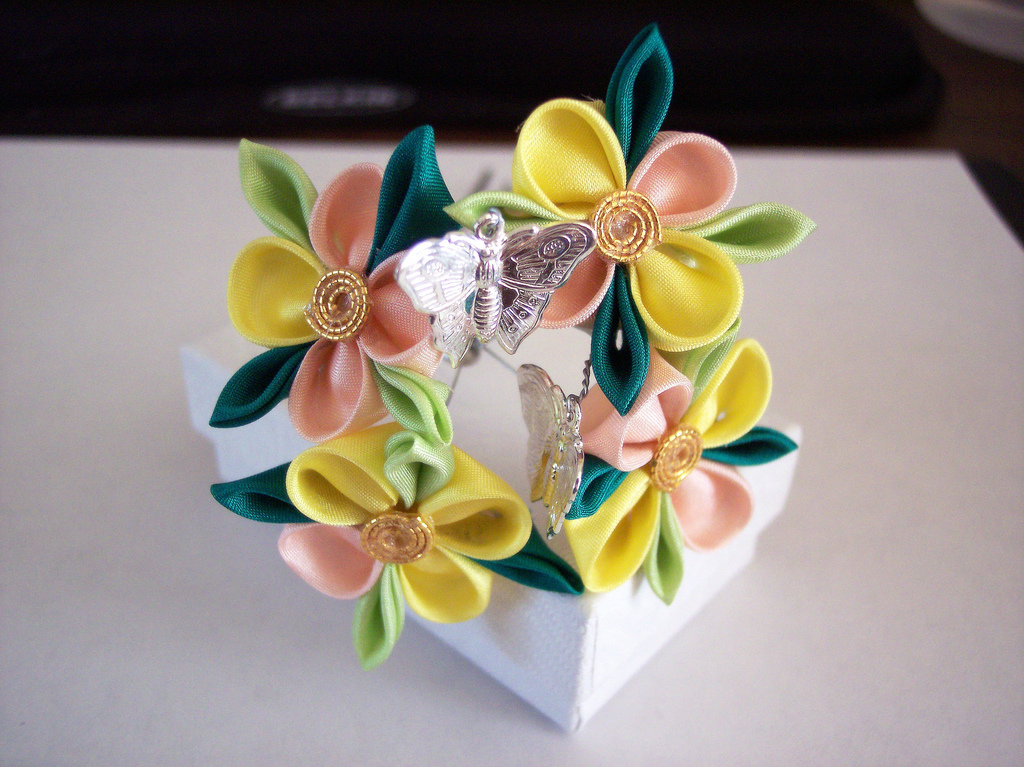
Nanoha cumami kanzasi
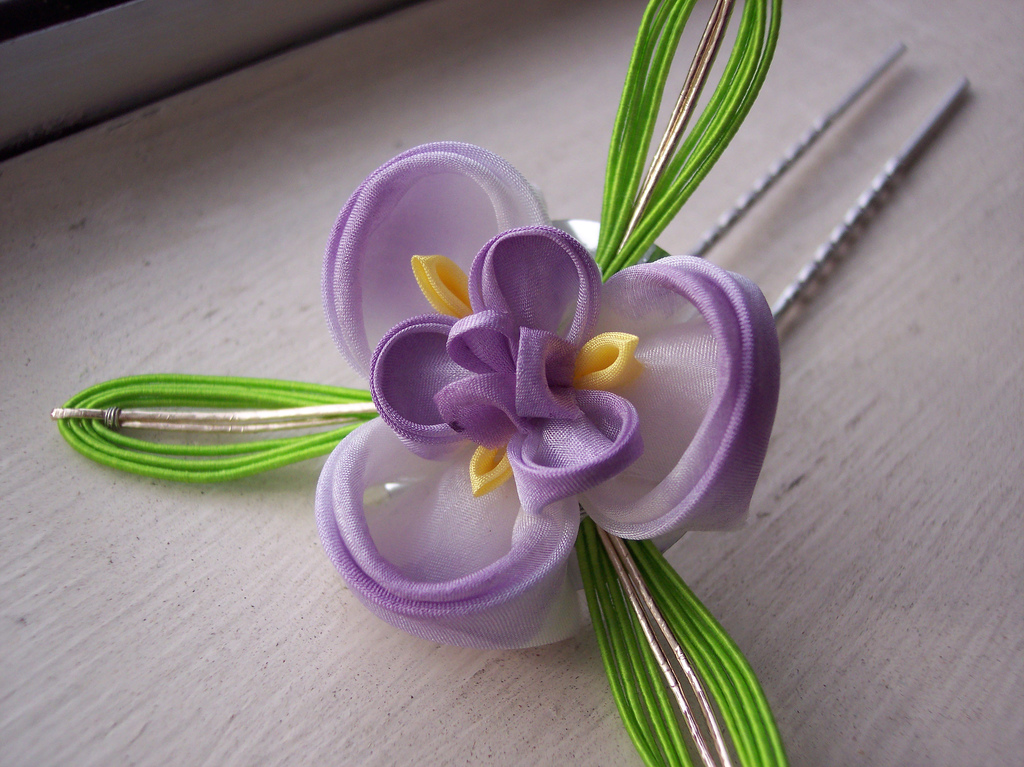
Írisz cumami kanzasi
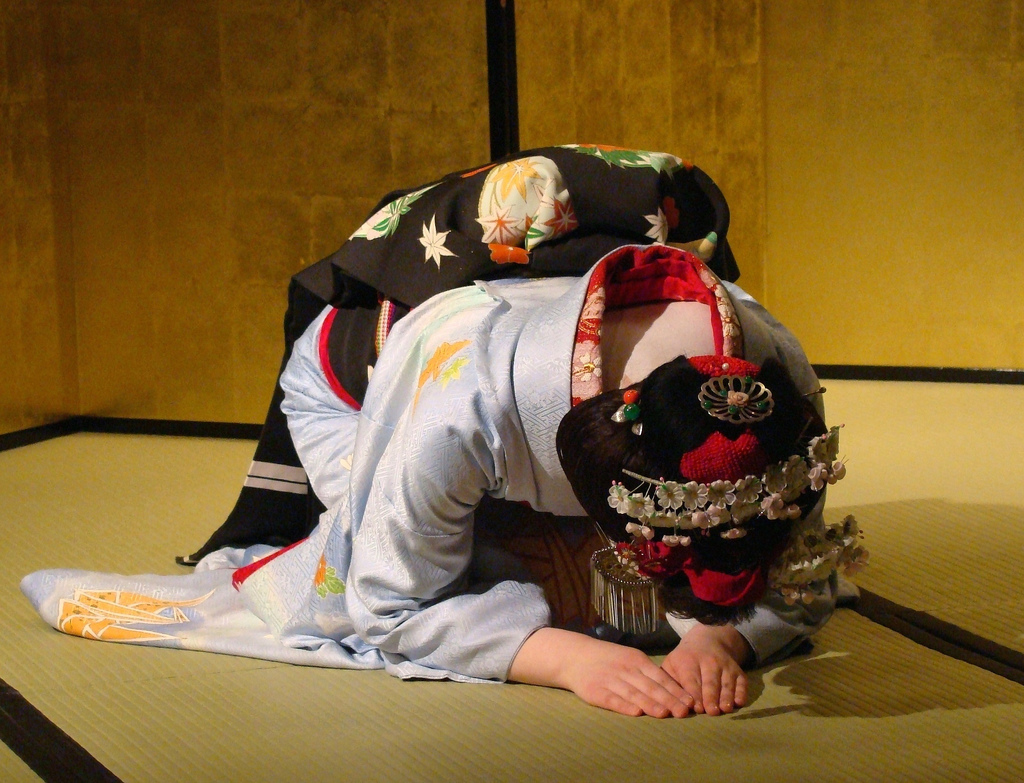
Térdelő gésa
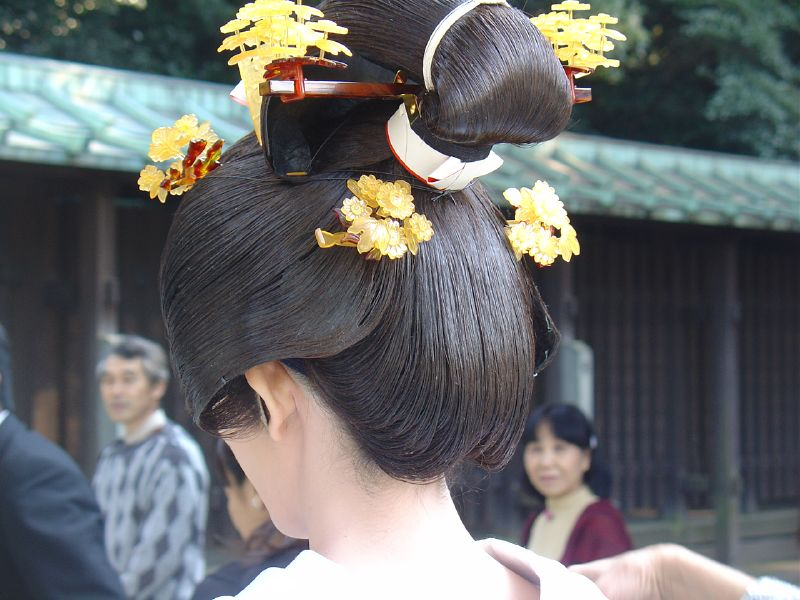
Menyasszonyi hajdíszek

## Fordítás
Ez a szócikk részben vagy egészben  a   Kanzashi című angol Wikipédia-szócikk fordításán alapul.  Az eredeti cikk szerkesztőit annak laptörténete sorolja fel. Ez a jelzés csupán a megfogalmazás eredetét és a szerzői jogokat jelzi, nem szolgál a cikkben szereplő információk forrásmegjelöléseként.